# Freycinetia fibrosa
Freycinetia fibrosa är en enhjärtbladig växtart som beskrevs av Ugolino Martelli. Freycinetia fibrosa ingår i släktet Freycinetia och familjen Pandanaceae. Inga underarter finns listade.